# Citec
Citec (nom complet : Citec Ingénieurs Conseils SA) est un bureau d'études suisse spécialisé dans le domaine des transports et de la mobilité. L'entreprise est basée à Genève et dispose de succursales en Suisse, en France et en Italie.
La société conseille notamment des acteurs publics (collectivités territoriales) et privés (entreprises) dans le cadre de projets variés tels que l'élaboration de plans directeurs des transports collectifs, la conception de réseaux cyclables, la réalisation de lignes de tramway, la réorganisation de lignes ferroviaires, l’analyse environnementale ou la planification de quartiers entiers. Elle a notamment été consultée pour l'élaboration de la ligne 15 du métro de Paris dans le cadre du Grand Paris Express.
Citec participe également à la planification de grands événements. Le bureau d'études a notamment été mobilisé à l'occasion des Jeux olympiques d'hiver de 2006, de l'Euro 2008 ou encore de matchs de Ligue des Champions. Il participe par ailleurs à l'organisation et la planification de la mobilité des Jeux olympiques d'été de 2024 à Paris.

## Histoire
Citec est créé à Genève en 1994 par Franco Tufo, qui occupe dès lors la fonction de directeur général. En 1998, la société ouvre sa première succursale française à Lyon. D'autres succursales sont ouvertes par la suite en Suisse (Neuchâtel, Jura, Vaud, Valais), en France (Paris, Toulouse) et en Italie (Turin).
En 2017, la société réalise environ 10 millions de francs suisses de chiffre d'affaires. Elle emploie 65 salariés en 2018.

## Activités

### Vue d'ensemble
Le bureau d’études est spécialisé dans la planification des transports, la conception multimodale et l'exécution de projets de transports,. Il intervient dans le cadre de missions de conseil en amont de la réalisation de projets d'aménagement (études, planification, assistance à maîtrise d'ouvrage) en allant du diagnostic jusqu'à la maîtrise d'œuvre. Ses expertises recouvrent l'ensemble des modes de transport (transports publics, piétons, vélos, voitures notamment). Ses services s'adressent principalement à des entités publiques ainsi qu'à des entreprises.

### Planification et aménagement
Citec est notamment consulté à l'occasion de grands projets de planification de voirie en vue de définir ou redéfinir la circulation routière, le stationnement des véhicules et l'accès aux transports en commun. La société peut par exemple être mobilisée pour planifier la circulation de nouveaux quartiers en amont de leur construction : en 2012, elle participe ainsi à la mise en œuvre du quartier de l'Étang à Vernier dans le canton de Genève et la gestion des impacts de ces travaux sur les circulations.
Dans cette même logique, le bureau réalise des missions d'étude du trafic routier pour le compte de collectivités territoriales en cas de modifications de voirie ou de signalétique (création ou réaménagement de carrefours giratoires, ajout ou suppression de feux de circulation par exemple),. Dans ce cadre, en 2010-2011, le bureau est notamment chargé de l'étude des questions de circulation lors du réaménagement de la place de la République à Paris.
Toujours dans une logique de planification, le cabinet est également actif dans l'établissement de plans de mobilité d'entreprises et d'administrations. L'Hôpital du Jura confie notamment en 2006 à Citec l'établissement de son plan de mobilité pour le site de Delémont.

### Assistance à maîtrise d'ouvrage
Le bureau d'études est régulièrement amené à aider les maîtres d’ouvrage à définir, piloter et exploiter des projets en lien avec la mobilité. En matière d'assistance à maîtrise d'ouvrage, Citec participe notamment en 2015 au diagnostic de l'offre TER en région Bourgogne-Franche-Comté et fait part de ses recommandations en matière de développement de la desserte régionale.

### Maîtrise d'œuvre
Dans le domaine de la maîtrise d'œuvre, consistant à prendre en charge la conduite opérationnelle des travaux, le bureau prend part au projet de réaménagement du quartier de la Part-Dieu à Lyon à partir de 2018, après être intervenu dans la conception de ce quartier dès 2009.

### Chantiers routiers
Citec réalise des missions de conseil pour aider ses clients à minimiser l'impact de leur chantier sur la circulation, tout en protégeant les usagers de la route et les acteurs du chantier. Dans ce cadre, Citec participe notamment depuis 2015 à la direction locale des travaux de réaménagement de la jonction autoroutière du Grand-Saconnex aux portes de Genève, en assurant la gestion du trafic.

### Grands événements
Citec est également consulté en amont et pendant le déroulement d'événements nécessitant une importante planification des flux (transports des visiteurs, accessibilité et stationnement). Le bureau d'études participe ainsi à l'organisation de grands événements sportifs comme les Jeux olympiques d'hiver de 2006 à Turin, l'Euro 2008, la finale de la Ligue des Champions de 2018 à Kiev, ou encore la planification de la mobilité des Jeux olympiques d'hiver de 2026 à Milan et Cortina d'Ampezzo,. Le bureau d'études participe également à l'organisation et la planification d'événements non-sportifs, tels que la venue du Pape François à Genève en 2018.

### Transports publics
La société peut également être missionnée par des collectivités territoriales pour produire des études relatives au réseau de transports en commun. Dans ce domaine, Citec est mobilisé en 2013 en tant qu'expert indépendant pour étudier les solutions relatives aux controverses apparues lors du projet de rénovation et d'agrandissement de la gare de Genève-Cornavin. Le bureau est également mandaté en 2021 par l'Union des transports publics suisse pour proposer des solutions permettant d'augmenter la part modale des transports publics en Suisse.
De même, le bureau travaille à partir de 2013 à la gestion du trafic et la signalisation lumineuse tricolore du tramway de Liège et planifie en 2016 la régulation du trafic d'une ligne de tram à Tel Aviv. La société est également mobilisée en 2016 dans le cadre du Grand Paris Express pour étudier l'intérêt d'ouvrir une station de la future ligne 15 du métro de Paris dans la commune de Drancy. En 2017-2018, la société élabore les lignes structurantes du réseau national de bus au Luxembourg (RGTR) à l'occasion de leur rénovation.

### Mobilité douce
Le bureau d'études réalise plus généralement des missions dans le domaine de la mobilité douce. En 2005, il est consulté pour promouvoir la circulation à vélo dans l'agglomération de Lausanne, puis, en 2009, il élabore un concept de jalonnement du réseau cyclable de l'agglomération Lausanne-Morges. En 2019, il accompagne en tant qu’assistant à maîtrise d'ouvrage la métropole d'Aix-Marseille-Provence pour faire évoluer l'offre de vélos en libre-service de onze communes de l'agglomération. En 2021, il est également consulté par la Communauté de communes de l'Est lyonnais pour l'établissement d'un « schéma directeur cyclable sur son territoire ». En 2021-2022, le bureau participe au projet de construction d'un réseau cyclable structurant de quatre lignes dans la ville de Balma près de Toulouse,.

### Covoiturage
Citec est également présent dans l'étude de solutions de covoiturage. À ce titre, le bureau est notamment mandaté en 2019-2020 par la région Bourgogne-Franche-Comté pour effectuer le schéma des aires de covoiturage de la région.

### Modélisation
Une part importante des activités de Citec repose sur la modélisation de déplacements de personnes, tous modes de transport confondus. La société peut ainsi être consultée pour l'établissement d'études visant à comprendre les dynamiques à l'œuvre dans une ville ou une zone dédiée. Dans le cadre de cette activité, Citec est notamment lauréat en 2020 d'un prix décerné au congrès de l'ATEC à l'occasion d'une présentation dédiée à la mobilité, démontrant « les bienfaits de la modélisation au service des politiques publiques cyclables ».

### Digital
La société dispose d'une branche dédiée aux services numériques (Citec Digital), constituant un centre de recherche et développement spécialisé dans l'étude de la mobilité des personnes. Citec Digital œuvre notamment dans les domaines du cloud, du big data, de l'intelligence artificielle, de l'internet des objets et des applications mobiles.
À partir de 2018, Citec participe notamment au projet « EchoSmile », consistant à étudier et développer un service de navettes intelligentes autonomes à la demande entre la Suisse et la France dans le cadre du programme de coopération européen Interreg avec le soutien de l'Union européenne, de la confédération et du canton de Genève,.
En 2020, à l'occasion de la pandémie de Covid-19, Citec Digital développe un « observatoire du trafic post-confinement » en collaboration avec la société HERE Technologies. Cet observatoire a pour caractéristique de quantifier de manière hebdomadaire l'intensité du trafic routier par rapport à la période pré-pandémique, à partir des données de navigation des véhicules (floating car data),. L'outil est initialement dédié aux villes de Genève, Lyon et Turin, puis s'étend à Paris, Toulouse, Nice et cinq autres villes suisses et italiennes,.

## Engagements
Dans le domaine de l'éducation, Citec a créé en 2017 le prix « Citec Mobility Solutions », remis chaque année à un(e) étudiant(e) de Master de l'École polytechnique fédérale de Lausanne (EPFL) en section Génie civil. Cette récompense vise à soutenir les projets dans le domaine du transport ou de la mobilité et s'accompagne d'une dotation de 1 500 francs suisses. Franco Tufo, fondateur de Citec, est également enseignant à la Haute École du paysage, d'ingénierie et d'architecture de Genève (HEPIA) depuis 2004, membre du comité aviseur de l'EPFL depuis 2011 et enseignant à l'EPFL depuis 2018.
En matière de développement durable, la société participe à la création en 2018 du hub « Innovation Bridge – Mobility » soutenu par l'État de Genève, visant à « développer des solutions de mobilité durable innovantes pour favoriser la transition énergétique sur route, sur rail, sur l'eau ou dans les airs ».
Citec est également représenté parmi les membres du jury du Prix Flux (prix suisse de la mobilité), décerné chaque année à une commune de Suisse pour son action dans le domaine des transports publics.
Enfin, dans le domaine sportif, le groupe Citec devient en 2017 sponsor du Servette Football Club Chênois féminin.